# Ron Weasley
Ronald Bilius Weasley là một nhân vật hư cấu trong bộ truyện Harry Potter của nữ nhà văn J. K. Rowling. Là một trong các nhân vật chính của loạt truyện này, cậu xuất hiện lần đầu tiên trong Harry Potter và hòn đá phù thủy, là một trong 2 người bạn thân nhất của Harry Potter.
Trong loạt phim phỏng theo bộ truyện này, diễn viên Rupert Grint thủ vai Ronald Weasley.
Thần Hộ Mệnh của Ron có hình con chó Jack Russell Terier

## Thông tin chung

### Gia đình
Ron sinh ngày 1 tháng 3 năm 1980, là con của Arthur Weasley và Molly (Prewett) Weasley, những thành viên của đại gia đình phù thủy thuần chủng lâu đời và nổi tiếng Weasley. Ron là đứa con thứ sáu trong bảy anh em và là đứa con trai ít tuổi nhất. Ron lớn lên tại The Burrow (trang trại Hang Chồn), cạnh làng quê Ottery St. Catchpole của Devon. Ron có năm người anh, Bill, Charlie, Percy, anh em sinh đôi Fred và George và một em gái Ginny. Ron kết hôn với người bạn gái thân nhất của mình Hermione Jean Granger và có 2 đứa con, Rose và Hugo.
Thú cưng
Ron có một thú cưng đặt tên là Scabbers. Nhưng sau này, nó được tiết lộ là Peter Pettigrew (có trong Harry Potter và tên Tù nhân ngục Azkaban)
Cây gia đình trong gia đình Weasley
|  |  |                   |                   |                   |                   |                    |                    |                    |                    |                    |                    |                    |                    |                    |                    |                 |                 |                  |                  |                  |                  |                  |                  |              |              |                |                |                |                | Dòng họ Black  |                |  |  |                  |                  |                  |                  |                  |                  |  |  |                |                |                |                |                |                |  |  |                  |                  |                  |                  |                  |                  |  |  |                      |                      |                      |                      |                      |                      |  |  |              |              |              |              |              |              |  |  |  |  |  |  |  |  |  |  |  |  |  |  |
|  |  |                   |                   |                   |                   |                    |                    |                    |                    |                    |                    |                    |                    |                    |                    |                 |                 |                  |                  |                  |                  |                  |                  |              |              |                |                |                |                |                |                |  |  |                  |                  |                  |                  |                  |                  |  |  |                |                |                |                |                |                |  |  |                  |                  |                  |                  |                  |                  |  |  |                      |                      |                      |                      |                      |                      |  |  |              |              |              |              |              |              |  |  |  |  |  |  |  |  |  |  |  |  |  |  |
|  |  |                   |                   |                   |                   |                    |                    |                    |                    |                    |                    |                    |                    |                    |                    |                 |                 |                  |                  |                  |                  |                  |                  |              |              |                |                |                |                |                |                |  |  |                  |                  |                  |                  |                  |                  |  |  |                |                |                |                |                |                |  |  |                  |                  |                  |                  |                  |                  |  |  |                      |                      |                      |                      |                      |                      |  |  |              |              |              |              |              |              |  |  |  |  |  |  |  |  |  |  |  |  |  |  |
|  |  |                   |                   |                   |                   |                    |                    |                    |                    |                    |                    |                    |                    |                    |                    |                 |                 |                  |                  |                  |                  |                  |                  |              |              |                |                |                |                |                |                |  |  |                  |                  |                  |                  |                  |                  |  |  |                |                |                |                |                |                |  |  |                  |                  |                  |                  |                  |                  |  |  |                      |                      |                      |                      |                      |                      |  |  |              |              |              |              |              |              |  |  |  |  |  |  |  |  |  |  |  |  |  |  |
|  |  |                   |                   |                   |                   |                    |                    |                    |                    |                    |                    |                    |                    |                    |                    |                 |                 | Septimus Weasley | Septimus Weasley | Septimus Weasley | Septimus Weasley | Septimus Weasley | Septimus Weasley |              |              | Cedrella Black | Cedrella Black | Cedrella Black | Cedrella Black | Cedrella Black | Cedrella Black |  |  | Female Prewett   | Female Prewett   | Female Prewett   | Female Prewett   | Female Prewett   | Female Prewett   |  |  | Male Prewett   | Male Prewett   | Male Prewett   | Male Prewett   | Male Prewett   | Male Prewett   |  |  | Ignatius Prewett | Ignatius Prewett | Ignatius Prewett | Ignatius Prewett | Ignatius Prewett | Ignatius Prewett |  |  | Lucretia Black       | Lucretia Black       | Lucretia Black       | Lucretia Black       | Lucretia Black       | Lucretia Black       |  |  |              |              |              |              |              |              |  |  |  |  |  |  |  |  |  |  |  |  |  |  |
|  |  |                   |                   |                   |                   |                    |                    |                    |                    |                    |                    |                    |                    |                    |                    |                 |                 | Septimus Weasley | Septimus Weasley | Septimus Weasley | Septimus Weasley | Septimus Weasley | Septimus Weasley |              |              | Cedrella Black | Cedrella Black | Cedrella Black | Cedrella Black | Cedrella Black | Cedrella Black |  |  | Female Prewett   | Female Prewett   | Female Prewett   | Female Prewett   | Female Prewett   | Female Prewett   |  |  | Male Prewett   | Male Prewett   | Male Prewett   | Male Prewett   | Male Prewett   | Male Prewett   |  |  | Ignatius Prewett | Ignatius Prewett | Ignatius Prewett | Ignatius Prewett | Ignatius Prewett | Ignatius Prewett |  |  | Lucretia Black       | Lucretia Black       | Lucretia Black       | Lucretia Black       | Lucretia Black       | Lucretia Black       |  |  |              |              |              |              |              |              |  |  |  |  |  |  |  |  |  |  |  |  |  |  |
|  |  |                   |                   |                   |                   |                    |                    |                    |                    |                    |                    |                    |                    |                    |                    |                 |                 |                  |                  |                  |                  |                  |                  |              |              |                |                |                |                |                |                |  |  |                  |                  |                  |                  |                  |                  |  |  |                |                |                |                |                |                |  |  |                  |                  |                  |                  |                  |                  |  |  |                      |                      |                      |                      |                      |                      |  |  |              |              |              |              |              |              |  |  |  |  |  |  |  |  |  |  |  |  |  |  |
|  |  |                   |                   |                   |                   |                    |                    |                    |                    |                    |                    |                    |                    |                    |                    |                 |                 |                  |                  |                  |                  |                  |                  |              |              |                |                |                |                |                |                |  |  |                  |                  |                  |                  |                  |                  |  |  |                |                |                |                |                |                |  |  |                  |                  |                  |                  |                  |                  |  |  |                      |                      |                      |                      |                      |                      |  |  |              |              |              |              |              |              |  |  |  |  |  |  |  |  |  |  |  |  |  |  |
|  |  | Apolline Delacour | Apolline Delacour | Apolline Delacour | Apolline Delacour | Apolline Delacour  | Apolline Delacour  |                    |                    | Monsieur Delacour  | Monsieur Delacour  | Monsieur Delacour  | Monsieur Delacour  | Monsieur Delacour  | Monsieur Delacour  |                 |                 | Bilius Weasley   | Bilius Weasley   | Bilius Weasley   | Bilius Weasley   | Bilius Weasley   | Bilius Weasley   |              |              | Arthur Weasley | Arthur Weasley | Arthur Weasley | Arthur Weasley | Arthur Weasley | Arthur Weasley |  |  | Molly Prewett    | Molly Prewett    | Molly Prewett    | Molly Prewett    | Molly Prewett    | Molly Prewett    |  |  | Gideon Prewett | Gideon Prewett | Gideon Prewett | Gideon Prewett | Gideon Prewett | Gideon Prewett |  |  | Fabian Prewett   | Fabian Prewett   | Fabian Prewett   | Fabian Prewett   | Fabian Prewett   | Fabian Prewett   |  |  | Lily Evans           | Lily Evans           | Lily Evans           | Lily Evans           | Lily Evans           | Lily Evans           |  |  | James Potter | James Potter | James Potter | James Potter | James Potter | James Potter |  |  |  |  |  |  |  |  |  |  |  |  |  |  |
|  |  | Apolline Delacour | Apolline Delacour | Apolline Delacour | Apolline Delacour | Apolline Delacour  | Apolline Delacour  |                    |                    | Monsieur Delacour  | Monsieur Delacour  | Monsieur Delacour  | Monsieur Delacour  | Monsieur Delacour  | Monsieur Delacour  |                 |                 | Bilius Weasley   | Bilius Weasley   | Bilius Weasley   | Bilius Weasley   | Bilius Weasley   | Bilius Weasley   |              |              | Arthur Weasley | Arthur Weasley | Arthur Weasley | Arthur Weasley | Arthur Weasley | Arthur Weasley |  |  | Molly Prewett    | Molly Prewett    | Molly Prewett    | Molly Prewett    | Molly Prewett    | Molly Prewett    |  |  | Gideon Prewett | Gideon Prewett | Gideon Prewett | Gideon Prewett | Gideon Prewett | Gideon Prewett |  |  | Fabian Prewett   | Fabian Prewett   | Fabian Prewett   | Fabian Prewett   | Fabian Prewett   | Fabian Prewett   |  |  | Lily Evans           | Lily Evans           | Lily Evans           | Lily Evans           | Lily Evans           | Lily Evans           |  |  | James Potter | James Potter | James Potter | James Potter | James Potter | James Potter |  |  |  |  |  |  |  |  |  |  |  |  |  |  |
|  |  |                   |                   |                   |                   |                    |                    |                    |                    |                    |                    |                    |                    |                    |                    |                 |                 |                  |                  |                  |                  |                  |                  |              |              |                |                |                |                |                |                |  |  |                  |                  |                  |                  |                  |                  |  |  |                |                |                |                |                |                |  |  |                  |                  |                  |                  |                  |                  |  |  |                      |                      |                      |                      |                      |                      |  |  |              |              |              |              |              |              |  |  |  |  |  |  |  |  |  |  |  |  |  |  |
|  |  |                   |                   |                   |                   |                    |                    |                    |                    |                    |                    |                    |                    |                    |                    |                 |                 |                  |                  |                  |                  |                  |                  |              |              |                |                |                |                |                |                |  |  |                  |                  |                  |                  |                  |                  |  |  |                |                |                |                |                |                |  |  |                  |                  |                  |                  |                  |                  |  |  |                      |                      |                      |                      |                      |                      |  |  |              |              |              |              |              |              |  |  |  |  |  |  |  |  |  |  |  |  |  |  |
|  |  |                   |                   |                   |                   | Gabrielle Delacour | Gabrielle Delacour | Gabrielle Delacour | Gabrielle Delacour | Gabrielle Delacour | Gabrielle Delacour |                    |                    | Charles Weasley    | Charles Weasley    | Charles Weasley | Charles Weasley | Charles Weasley  | Charles Weasley  |                  |                  | Fred Weasley     | Fred Weasley     | Fred Weasley | Fred Weasley | Fred Weasley   | Fred Weasley   |                |                |                |                |  |  |                  |                  |                  |                  |                  |                  |  |  |                |                |                |                |                |                |  |  |                  |                  |                  |                  |                  |                  |  |  |                      |                      |                      |                      |                      |                      |  |  |              |              |              |              |              |              |  |  |  |  |  |  |  |  |  |  |  |  |  |  |
|  |  |                   |                   |                   |                   | Gabrielle Delacour | Gabrielle Delacour | Gabrielle Delacour | Gabrielle Delacour | Gabrielle Delacour | Gabrielle Delacour |                    |                    | Charles Weasley    | Charles Weasley    | Charles Weasley | Charles Weasley | Charles Weasley  | Charles Weasley  |                  |                  | Fred Weasley     | Fred Weasley     | Fred Weasley | Fred Weasley | Fred Weasley   | Fred Weasley   |                |                |                |                |  |  |                  |                  |                  |                  |                  |                  |  |  |                |                |                |                |                |                |  |  |                  |                  |                  |                  |                  |                  |  |  |                      |                      |                      |                      |                      |                      |  |  |              |              |              |              |              |              |  |  |  |  |  |  |  |  |  |  |  |  |  |  |
|  |  |                   |                   |                   |                   |                    |                    |                    |                    |                    |                    |                    |                    |                    |                    |                 |                 |                  |                  |                  |                  |                  |                  |              |              |                |                |                |                |                |                |  |  |                  |                  |                  |                  |                  |                  |  |  |                |                |                |                |                |                |  |  |                  |                  |                  |                  |                  |                  |  |  |                      |                      |                      |                      |                      |                      |  |  |              |              |              |              |              |              |  |  |  |  |  |  |  |  |  |  |  |  |  |  |
|  |  | Fleur Delacour    | Fleur Delacour    | Fleur Delacour    | Fleur Delacour    | Fleur Delacour     | Fleur Delacour     |                    |                    | William Weasley    | William Weasley    | William Weasley    | William Weasley    | William Weasley    | William Weasley    |                 |                 | Percy Weasley    | Percy Weasley    | Percy Weasley    | Percy Weasley    | Percy Weasley    | Percy Weasley    |              |              | George Weasley | George Weasley | George Weasley | George Weasley | George Weasley | George Weasley |  |  | Hermione Granger | Hermione Granger | Hermione Granger | Hermione Granger | Hermione Granger | Hermione Granger |  |  | Ronald Weasley | Ronald Weasley | Ronald Weasley | Ronald Weasley | Ronald Weasley | Ronald Weasley |  |  | Ginevra Weasley  | Ginevra Weasley  | Ginevra Weasley  | Ginevra Weasley  | Ginevra Weasley  | Ginevra Weasley  |  |  | Harry Potter         | Harry Potter         | Harry Potter         | Harry Potter         | Harry Potter         | Harry Potter         |  |  |              |              |              |              |              |              |  |  |  |  |  |  |  |  |  |  |  |  |  |  |
|  |  | Fleur Delacour    | Fleur Delacour    | Fleur Delacour    | Fleur Delacour    | Fleur Delacour     | Fleur Delacour     |                    |                    | William Weasley    | William Weasley    | William Weasley    | William Weasley    | William Weasley    | William Weasley    |                 |                 | Percy Weasley    | Percy Weasley    | Percy Weasley    | Percy Weasley    | Percy Weasley    | Percy Weasley    |              |              | George Weasley | George Weasley | George Weasley | George Weasley | George Weasley | George Weasley |  |  | Hermione Granger | Hermione Granger | Hermione Granger | Hermione Granger | Hermione Granger | Hermione Granger |  |  | Ronald Weasley | Ronald Weasley | Ronald Weasley | Ronald Weasley | Ronald Weasley | Ronald Weasley |  |  | Ginevra Weasley  | Ginevra Weasley  | Ginevra Weasley  | Ginevra Weasley  | Ginevra Weasley  | Ginevra Weasley  |  |  | Harry Potter         | Harry Potter         | Harry Potter         | Harry Potter         | Harry Potter         | Harry Potter         |  |  |              |              |              |              |              |              |  |  |  |  |  |  |  |  |  |  |  |  |  |  |
|  |  |                   |                   |                   |                   |                    |                    |                    |                    |                    |                    |                    |                    |                    |                    |                 |                 |                  |                  |                  |                  |                  |                  |              |              |                |                |                |                |                |                |  |  |                  |                  |                  |                  |                  |                  |  |  |                |                |                |                |                |                |  |  |                  |                  |                  |                  |                  |                  |  |  |                      |                      |                      |                      |                      |                      |  |  |              |              |              |              |              |              |  |  |  |  |  |  |  |  |  |  |  |  |  |  |
|  |  |                   |                   |                   |                   |                    |                    |                    |                    |                    |                    |                    |                    |                    |                    |                 |                 |                  |                  |                  |                  |                  |                  |              |              |                |                |                |                |                |                |  |  |                  |                  |                  |                  |                  |                  |  |  |                |                |                |                |                |                |  |  |                  |                  |                  |                  |                  |                  |  |  |                      |                      |                      |                      |                      |                      |  |  |              |              |              |              |              |              |  |  |  |  |  |  |  |  |  |  |  |  |  |  |
|  |  | Victoire Weasley  | Victoire Weasley  | Victoire Weasley  | Victoire Weasley  | Victoire Weasley   | Victoire Weasley   |                    |                    | Những đứa trẻ khác | Những đứa trẻ khác | Những đứa trẻ khác | Những đứa trẻ khác | Những đứa trẻ khác | Những đứa trẻ khác |                 |                 |                  |                  |                  |                  |                  |                  |              |              | Fred Weasley   | Fred Weasley   | Fred Weasley   | Fred Weasley   | Fred Weasley   | Fred Weasley   |  |  | Rose Weasley     | Rose Weasley     | Rose Weasley     | Rose Weasley     | Rose Weasley     | Rose Weasley     |  |  | Hugo Weasley   | Hugo Weasley   | Hugo Weasley   | Hugo Weasley   | Hugo Weasley   | Hugo Weasley   |  |  | James Potter     | James Potter     | James Potter     | James Potter     | James Potter     | James Potter     |  |  | Albus Severus Potter | Albus Severus Potter | Albus Severus Potter | Albus Severus Potter | Albus Severus Potter | Albus Severus Potter |  |  | Lily Potter  | Lily Potter  | Lily Potter  | Lily Potter  | Lily Potter  | Lily Potter  |  |  |  |  |  |  |  |  |  |  |  |  |  |  |

### Thành tích
- Trở thành Huynh trưởng  nhà Gryffindor cùng với Hermione (năm thứ 5 và thứ 6)
- Đạt 7 chứng chỉ pháp thuật (nhưng không có môn nào đạt Xuất Sắc)
- Trở thành thủ môn của đội Quidditch nhà Gryffindor từ năm thứ 5 và góp phần mang đến chức vô địch cúp Quidditch cho nhà.

### Tiến trình phát triển của nhân vật
Theo J.K.Rowling, Ron là một trong những nhân vật bà tạo ra ngay từ đầu, lấy cảm hứng từ người bạn tốt nhất của bà, Sean Harris (người mà tập thứ hai của bộ truyện được đề tặng), nhưng sau này bà nói rõ rằng không hề có ý miêu tả Sean trong nhân vật Ron.  Ron đối với Harry Potter có vai trò giống như Sean đối với Rowling vậy, Ron "luôn có mặt" khi Harry cần cậu.
Ron là hình mẫu chính xác một người bạn nối khố của Harry Potter, thường xuyên là người an ủi, luôn luôn trung thành với nhân vật anh hùng trung tâm, và thiếu hầu hết những tài năng mà Harry Potter sở hữu, ít ra là về mặt phép thuật. Tuy nhiên, không như một vài nhân vật tương tự, Ron không hèn nhát, nhiều lần thể hiện lòng can đàm, nhất là trong ván cờ phép thuật ở tập đầu tiên của bộ truyện, và cùng với Harry Potter vào Rừng cấm trong tập 2 bất chấp chứng sợ nhện của mình. Cái tên “Ronald” được Anh hóa từ tiếng Old Norse (một ngôn ngữ sử dụng ở miền Bắc nước Đức) "Rögnvaldr," nghĩa là “quân sư”. Nói cách khác, tên của Ron phần nào đó cho thấy vai trò của anh trong bộ truyện – phụ tá đắc lực cho “nhà vua” Harry.
Một số đặc điểm của Ron có vẻ như là làm nền cho nhân vật chính Harry Potter. Trong khi Harry là một đứa trẻ mồ côi sở hữu nhiều tiền hơn cần thiết, Ron lại xuất thân từ một gia đình lớn đầy tình yêu thương, nhưng rất nghèo. Hầu hết đồ dùng của Ron là đồ "gia truyền" từ các anh của mình, kể cả vật nuôi là con chuột Scabbers từ người anh trai Percy. Harry rất nổi tiếng nhưng thường muốn tránh trở thành tâm điểm; trái lại, Ron thường bị xem là một kẻ ăn theo, thỉnh thoảng có chút ghen tị với danh tiếng của Harry. Cuối cùng, Ron luôn là người tầm thường nhất trong các anh em ruột của mình, cả về thể thao, học tập, lẫn việc không phải là con gái như mẹ cậu mong muốn. Những điều đó đã tạo nên sự bấp bênh trong tâm lý, mặc cảm tự ti và nhu cầu được thể hiện như là một người đáng được tôn trọng, là những điểm quan trọng nhất trong sự phát triển của nhân vật này.

## Vai trò trong bộ truyện

### Harry Potter và Hòn đá Phù thủy
Ron lần đầu tiên xuất hiện trong chi tiết Harry đến ngã tư Vua chuẩn bị nhập học trường Hogwarts. Harry không tìm được đường và nhà Weasley đã giúp cậu vượt qua bức tường đến ga 9 3/4 để lên được tàu. Ron và Harry ngồi cùng một toa, và từ đây bắt đầu tình bạn của họ: Ron chú ý tới  Harry vì cậu nổi tiếng, còn Harry cảm thấy thích thú được làm quen với người bạn phù thủy thuần chủng. Họ cũng gặp gỡ cô bạn Hermione Granger, người mà lúc đầu cả hai đều không thích, nhưng rồi họ đã trở thành bạn thân sau khi cứu nhau khỏi con quỷ khổng lồ (mountain troll) trong nhà vệ sinh nữ. Ron và Harry cùng học chung hầu hết các lớp học suốt bộ truyện, và có hầu hết thành tích cũng như khó khăn trong học hành tương tự nhau. Ron đóng một vai trò rất quan trọng trong việc bảo vệ Hòn đá phù thủy ở tập đầu tiên. Chiến thuật của cậu bé tại Bàn cờ Phù thủy khổng lồ đã giúp Harry và Hermione qua được an toàn bàn cờ vua sống có kích cỡ người thật. Ron đã phải cho quân cờ của mình hi sinh và bị đánh bất tỉnh. Với thành tích ấy, trong buổi lễ cuối năm, Ron đã được thầy hiệu trưởng trường Hogwarts Albus Dumbledore thưởng 50 điểm cho nhà Gryffindor vì đã chơi một ván cờ tuyệt vời nhất mà chưa tứng thấy, nhờ đó góp phần giúp nhà giành được Cúp.

### Harry Potter và Phòng chứa Bí mật
Vào đêm ngày sinh nhật thứ 12 của Harry Potter (31/07), khi cậu bé bị nhốt trong phòng ngủ đến mức bị lả vì đói, đúng lúc đó Ron cùng với 2 người anh em sinh đôi lái chiếc xe bay Ford Anglia đến đón Harry và đưa cậu tới Trang trại Hang Sóc. Harry đã trải qua những ngày hè vui vẻ tại đây. Ngày 1/9 đến, khi Harry và Ron chuẩn bị lên tàu đến trường thì bỗng nhiên cổng nhà ga Chín Ba phần Tư đóng lại (do Dobby vô hiệu hóa nhà ga 9 3/4). Vậy là hai cậu bé phải đi đến trường bằng chiếc xe bay. Khi đến trường một tai nạn đã xảy ra: Chiếc xe đâm vào cây Liễu Roi và bị cái cây quất cho tơi tả khiến cho cây đũa phép của Ron gần như bị gãy. Vụ việc này xôn xao trong trường khiến cho Harry, Ron bị cấm túc đồng thời cũng khiến cho bố Ron, ông Weasley gặp rắc rối. Vì việc đó mà sang hôm sau, mẹ cậu - bà Molly Weasley đã gửi cho cậu một bức thư sấm chứa đầy sự tức giận. Vào một hôm khi buổi tập Quidditch của đội nhà bị gián đoạn và cô bạn thân Hermione của cậu bị Draco Malfoy gọi là Mudblood (máu bùn), Ron đã định làm phép ói ra ốc sên để trừng phạt Malfoy nhưng không may, cây đũa phép của cậu đã phản lại khiến cho Ron trúng đòn nôn ra ốc sên. Khi Harry Potter bị nghi ngờ là Người kế vị Slytherin khiến cho cậu bé rất buồn và bực mình, Ron vẫn luôn ở bên cạnh cậu. Ron và Harry đã uống thuốc Đa dịch do Hermione chế biến để biến thành Goyle và Crabbe - bạn thân của Draco để dò hỏi xem Draco biết những gì về Người kế vị Slytherin (nhưng trước khi dò hỏi Draco, Ron và Harry phải thả hai chiếc bánh có tẩm thuốc xuống cho Goyle và Crabbe thật rồi cùng Hermionie chế thuốc đa dịch để cải trang thành Goyle và Crabbe). Ron cũng là người đầu tiên tìm thấy đầu mối thông tin về Tom Marvolo Riddle trong chiếc mề đay "Phục vụ đặc biệt cho nhà trường" bởi vì đêm bị cấm túc Ron đã vô tình ói ốc sên ra chiếc mề đay trong phòng Truyền thống và cậu đã phải đánh bóng lại nó 50 lần. Sau đó, Ron đã phải đối mặt trực diện với nỗi sợ hãi lớn nhất của mình khi cùng Harry đến khu rừng Cấm để gặp con nhện khổng lồ Aragog (mặc dù cậu vô cùng sợ nhện), cả hai đã suýt bị lũ nhện ăn thịt nhưng được chiếc xe Ford Anglia cứu thoát. Với đầu mối của Hermione để lại trước khi bị hóa đá, Harry và Ron đã tìm ra lối vào Căn phòng bí mật. Ron đi cùng Harry vào Phòng chứa Bí mật để tìm con Tử xà. Tuy nhiên vai trò của cậu trong việc này kết thúc khi một phần hang đá bị sụp, và Harry buộc phải đi tiếp một mình và phát hiện ra em gái của gia đình Weasley - Ginny dã nằm bất tỉnh tại đó. Khi đó, Harry đã phải tự bản thân mình cứu Ginny để tiêu diệt Tom Riddle 16 tuổi. Mặc dù Dumbledore đã có đủ bằng chứng để cho Harry và Ron bị đuổi học ra khỏi trường Hogwarts, nhưng hai người bọn họ đã được ghi nhận vì "Phục vụ đặc biệt cho trường" và được thưởng mỗi người 200 điểm cho Nhà Gryffindor để giành chiếc cúp nhà trong năm thứ hai khi đang theo học tại trường Hogwarts. 

### Harry Potter và Tên tù nhân ngục Azkaban
Trong tập truyện này, vai trò của Ron khá giống với phần trước, trong khi Hermione thì trở nên quan trọng hơn.
Khi Scabbers, con chuột của Ron mất tích, Ron đã quy kết cho con mèo của Hermione tên là Crookshanks. Tuy nhiên sau đó vì sự suy sụp của Hermione bởi chương trình học quá nặng và việc tìm bằng chứng cãi tội cho con Bằng mã Buckbeak sau khi gây ra thương tích cho Draco Malfoy. Họ lao vào để tìm bằng chứng cùng với Harry và Hermione giúp Rubeus Hagrid vụ con Bằng Mã để tránh nó bị xử là Tử hình. Bộ ba tìm thấy con chuột Scabbers của Ron ở nhà Hagrid, nhưng nó bỏ chạy khỏi tay Ron. Ron đuổi theo con chuột đến cây Liễu-đập, nơi mà cậu bị một con chó đen lớn tóm được, lôi vào trong Lều Hét thông qua đường hầm dưới cây Liễu. Con chuột của Ron bấy lâu nay chính là một Phù thủy Hóa Thú tên là Peter Pettigrew, kẻ được cho là đã bị Sirius Black giết chết. Ron cũng góp phần làm sáng tỏ cho nỗi oan của Sirius Black.

### Harry Potter và Chiếc cốc Lửa
Trước khi bắt đầu năm học thứ tư của bộ ba ở trường Hogwarts, nhà Weasley mời Harry và Hermione đi xem trận chung kết giải Quidditch thế giới giữa đội Hungary và Ireland. Ron tôn thờ Tầm thủ của đội Hungary, Viktor Krum. Ron rất kinh ngạc khi Viktor Krum là học sinh của trường pháp thuật Durmstrang đến tham dự cuộc thi Tam Pháp Thuật tại trường Hogwarts. Tuy nhiên, khi Harry trở thành người thứ 4 được chọn vào cuộc thi một cách bí ẩn, Ron đã trở thành một trong những người phản đối, nghi ngờ rằng Harry đã gian lận để có tư cách tham gia. Như Hermione nhận xét, là do Ron cảm thấy bị lấn át bởi vầng hào quang dành cho Harry và các anh của mình. Hai người đã gần như không nói chuyện trong gần một tháng. Tuy nhiên sau khi Harry vượt qua được phần thi đầu tiên, đối mặt với con rồng đuôi gai Hungary thì Ron mới hiểu ra cuộc thi này nguy hiểm đến mức nào và tin rằng Harry đã không hề gian lận và cả hai đã làm hòa với nhau.
Sau phần thi thứ nhất, trường Hogwarts mở vũ hội (The Yule Ball). Ron và Harry phải đối mặt với hoàn cảnh không hề có bạn gái đi cùng để dự lễ. Ron đã cố gắng mời Hermione bằng những lời khá non nớt, tuy nhiên Hermione đã được Viktor Krum mời trước nên cô không thể nhận lời. Lúc vũ hội sắp diễn ra, Harry cứu cả hai khi mời được chị em sinh đôi nhà Patil (Ron đi với Padma Patil). Tuy nhiên, cô bé rất chán nản với thái độ thờ ơ của Ron lẫn bộ quần áo lỗi mốt cậu mặc. Ron cũng không hề để ý đến Padma mà chỉ chú ý đến Hermione đang đi với Viktor Krum. Khi Hermione đến nói chuyện với Harry và Ron, cậu đã mất bình tĩnh và nói cô là "giao du với kẻ địch" và giúp Krum trong cuộc thi. Cuối buổi tối hôm đó, Hermione nói với Ron rằng tốt nhất là cậu hãy mời cô trước Krum, đừng có hy vọng rằng cô tự mời mình. Sau chuyện này, Ron vẫn không hiểu gì cả, vừa chối bỏ lẫn quên mất tình cảm ngày càng lớn hơn của 2 người dành cho nhau. Ron ghen tức với Krum cũng y hệt như Hermione không thích Fleur Delacour (quán quân trường phép thuật Beauxbatons), người mà Ron gần như bị mê hoặc.
Trong phần thi thứ 2, Ron là người được chon để Harry cứu, vì Ron là người mà Harry sẽ "cảm thấy nhớ nhất". Sau cuộc thi, Ron đã chế nhạo Harry rằng thật quá ngây thơ khi nghĩ các con tin sẽ gặp nguy hiểm thật sự trong phần thi.

### Harry Potter và Hội Phượng Hoàng
Trong năm học thứ 5, Ron đã được chọn làm Huynh Trưởng của nhà Gryffindor, gây ngạc nhiên cho nhiều người, đặc biệt là Hermione, cũng trở thành Huynh trưởng. Anh trai Percy Weasley của cậu, người đã trở nên xa cách với gia đình vì ham mê quyền lực, đã gửi thư chúc mừng, khuyên cậu nên tránh xa Harry Potter, và nên thiết lập quan hệ với Dolores Umbridge, là giáo sư mới được chỉ định của môn Phòng chống nghệ thuật Hắc Ám vốn là một viên chức của Bộ Pháp Thuật (nhưng sau khi thấy được chúa tể hắc ám - Voldemort đã trở lại, lúc này Percy đã thật sự cảm thấy có lỗi và quay về với gia đình và đồng hành cùng họ trong trận chiến cuối cùng ở Hogwarts). Ron luôn thể hiện tình bạn và sự chân thành với Harry khi những người khác cho là cậu đã nói dối về sự trở lại của Voldemort, cậu thường bắt người khác phải im lặng bằng quyền Huynh trưởng khi bàn tán về Harry. Dù thường xuyên cãi nhau vặt, Ron và Hermione đều hết lòng ủng hộ Harry. Ron đã ủng hộ Hermione đề nghị Harry dạy mọi người thực hành môn Phòng chống nghệ thuật Hắc Ám (thành lập Quân đoàn Dumbledore), điều mà giáo sư mới Umbridge đã cấm đoán, để tước dần quyền lực của thầy Dumbledore ở trường Hogwarts. Ron cũng tham gia đội Quidditch, nhưng cậu gặp vấn đề lớn về thần kinh và khả năng bình tĩnh, đến mức nhà Slytherin đã sáng tác 1 bài hát về chuyện Ron sẽ giúp nhà Slytherin giành cúp. Tuy nhiên ở trận chung kết, cậu đã chơi tốt và góp phần giúp nhà Gryffindor giành cúp.
Suốt cả năm học này Harry luôn bị đau ở cái sẹo, Ron luôn ở bên cạnh.Ở đoạn đỉnh điểm của phần này, cậu cũng cùng với Harry và những người bạn của cậu, Harry Potter, Hermione Granger, Ginny Weasley, Neville Longbottom và Luna Lovegood chiến đấu giành lại lời Tiên tri ở Bộ Pháp Thuật, suýt bị mấy bộ não quấn chết.

### Harry Potter và Hoàng tử Lai
Trong tập này, Ron đã trở nên cao hơn sau kì nghỉ hè, và được cô bạn Lavender Brown để ý. Là đội trưởng đội Quidditch, Harry đã chọn Ron làm Thủ Môn cho đội nhà Gryffindor, chứ không phải là Cormac McLaggen, một người cũng ngang cơ Ron nhưng không có tinh thần đồng đội và ít nghe sự chỉ đạo của Harry. Khi biết Hermione đã từng hôn Viktor Krum, Ron đã chơi Quidditch khá tệ, từ bỏ thần tượng một thời của cậu và cư xử tồi với Hermione. Lòng tự trọng của cậu lại càng bị tổn thương sau khi bị Ginny, cô em gái mà cậu đã nổi nóng khi nhìn thấy cô hôn Dean Thomas, nói rằng Ron là kẻ duy nhất chưa được ai hôn. Để khích lệ tinh thần  Ron, Harry đã giả vờ cho cậu uống Felix Felicis (Phúc Lạc Dược), khiến Ron chơi rất tuyệt và giúp nhà Gryffindor thắng nhà Slytherin. Nhưng điều đó đã kiến Hermione tức giận khi nhìn Ron ôm hôn Lavender và chỉ trích Harry gian lận. Trong cơn ghen, để trả đũa Hermione đã mời Cormac McLaggen đến dự buổi tiệc Giáng sinh của thầy Horace Slughorn, nhưng cậu ta tỏ ra là một kẻ cực kì ích kỉ. Sau buổi tiệc, Hermione tiếp tục lờ Ron đi, nhìn cậu bằng ánh mắt khinh thường và thi thoảng cạnh khóe, còn Ron càng ngày càng tỏ ra bất mãn trong cuộc tình với Lavender Brown.
Vào sinh nhật của mình tháng 3, Ron đã vô tình uống phải Tình Dược vốn dành cho Harry. Sau khi uống một chén rượu mật ong của thầy Slughorn, cậu bị trúng độc và suýt chết nếu không có sự giải cứu của Harry. Quá lo lắng và sợ hãi, Hermione đã bỏ đi mọi giận dỗi trước đây. Khi ở trong ttình huống khó khăn nhất, cậu đã gọi tên "Hermione" và không gọi Lavender. Điều đó có nghĩa là Ron đã luôn yêu thương và quan tâm Hermione rất nhiều.
Ron thường giả ngủ mỗi khi Lavender đến thăm. Lúc bình phục trở lại, Ron đã làm lành với Hermione và chia tay với Lavender. Rowling nói cô "thực sự rất thích câu chuyện của Ron và Lavender, bởi vì khi so sánh với 2 người còn lại trong nhóm, Ron có vẻ ít trưởng thành hơn nhiều, và chuyện đó đã khiến cậu xứng đáng hơn với Hermione... Cậu đã trưởng thành hơn về tình cảm và tiến được một bước dài."
Ban đầu, Ron không ủng hộ suy đoán của Harry Potter rằng Draco Malfoy là Tử thần Thực tử, nhưng sau đó đã đồng ý. Trong cuộc chiến Hogwarts, Ron, cũng như những người khác trong Quân đoàn Dumbledore,... hưởng may mắn từ Felix Felicis, nên không bị thương tích gì. Trong lễ tang của thầy  Dumbledore, Ron đã an ủi Hermione và Harry. Hai người thề sẽ giúp Harry tìm ra các Trường sinh linh Giá và tiêu diệt Voldemort, dù phải rời khỏi trường.

### Harry Potter và Bảo bối Tử thần
Ron đồng ý đi cùng với Harry và Hermione thực hiện nhiệm vụ tiêu diệt các Trường Sinh Linh Giá. Lo rằng Bộ Pháp Thuật, giờ đây bị Voldemort chiếm hữu, biết cậu đi cùng với Harry, Ron đã hóa trang cho một con quỷ lùn bị bệnh đậu nấm mặc đồ ngủ thành thế thân của mình.
Trong chuyến đột nhập Bộ, Ron hóa trang thành Reginald Cattermole. Vì muốn chiếc Trường Sinh Linh Giá đầu tiên không bị mất, Harry quyết định rằng từng người sẽ luân phiên giữ nó trong suốt chuyến đi. Ron bị tác động nhiều bởi tà thuật của chiếc vòng cổ hơn Harry và Hermione. Đến khi không chịu nổi vì sống khổ sở và sự mất phương hướng của nhóm, cậu đã rời nhóm. Ngay lập tức sau đó, cậu đã hối hận, nhưng bị một nhóm Mẹ mìn tóm được, không thể quay lại vì những câu thần chú tránh Tử thần Thực Tử của Hermione. Một thời gian sau, nhờ chiếc Tắt sáng của thầy Dumbledore để lại, Ron đã đến được chỗ 2 người, cứu được Harry khỏi bị chết đuối và ngạt thở dưới hồ băng, đồng thời lấy thanh gươm của Gryffindor. Với lòng tin bất ngờ vào số mệnh, Harry đã tha thứ cho cậu và thuyết phục cậu tiêu diệt chiếc vòng bằng thanh gươm. Dù bị ma thuật của chiếc vòng biến thành những hình hài động chạm vào những nỗi lòng sâu kín nhất, đau đớn nhất, cậu vẫn xuống tay tiêu diệt chiếc vòng. Ron run lên vì bị kích động, cho đến khi Harry nói rằng Hermione chỉ là một người bạn và một người chị gái không hơn.
Sau đó, ba người đã bị nhóm Tử thần Thực tử bắt được, Harry tra tấn và Draco bị yêu cầu phải nhận diện ra Harry, Hermione bị tra tấn bởi Bellatrix Lestrange, Ron đã gào thét đau đớn. Sau đó họ được gia tinh Dobby cứu thoát, dù Dobby sau đó đã bị chết bởi tay Bellatrix Lestrange (bởi vì lúc đó Bellatrix đã ném thanh kiếm và nó vô tình trúng ngay Dobby). Sau khi Dobby chết, mọi người đã cùng chôn xác của Dobby đi. Khi cả ba quay lại trường Hogwarts để tìm một Trường Sinh Linh Giá, vì Harry đã mất thanh gươm Gryffindor vào tay của yêu tinh Griphook, Ron đã nảy ra ý dùng nọc độc Tử Xà để tiêu diệt Trường Sinh Linh Giá. Cậu đã bắt chước được Xà Ngữ giống như Harry ở phần 2 (khúc ấy là Harry đã biết nói Xà Ngữ) để mở cửa vào Phòng chứa Bí Mật. Trong trận chiến Hogwarts, cậu đã phải chứng kiến cái chết của Fred-anh trai cậu. Cậu cùng với Neville đánh bại Fenrir Greyback và con rắn Nagini - trường sinh linh giá của Harry Potter do Neville chém bằng thanh kiếm Gryffindor để dành lại sự tự do của trường Hogwarts.

### 19 năm sau
19 năm sau sự sụp đổ của Voldemort, Ron kết hôn với Hermione Granger và có hai con: con gái lớn Rose Weasley đang theo học năm nhất tại trường Hogwarts và cậu con trai nhỏ Hugo Weasley. Ron đã thi đỗ bằng lái xe trong thế giới Muggle, mặc dù Hermione một mực tin rằng Ron không thể đỗ nếu như không ếm bùa Lú Lẫn lên vị giám khảo. Dù sao, Ron cũng đã bí mật tiết lộ với Harry rằng thực tế cậu đã dùng bùa Lú Lẫn cho giám khảo chấm thi. Cậu và Harry cùng làm Thần Sáng trong Bộ Pháp thuật, và cùng với Hermione, họ đã giúp sửa sang lại Bộ, khác xa so với trước đây.

## Những tên khác mà mọi người gọi với Ronald.
- Những thành viên nhà Gryffindor và những người bạn tốt khác gọi cậu là "Ron".
- Luna Lovegood gọi cậu bằng tên đầy đủ.
- Lavender Brown gọi cậu bằng tên ngắn gọn "Won-Won" khi hai người đang hẹn hò với nhau.
- Hai anh Fred và George đùa cậu bằng tên "Ickle Ronniekins" (Dịch là "Ronnie mũi thò lò") (trong phần một)
- Draco Malfoy và những học sinh không thân thiện từ những nhà Hogwarts khác gọi cậu là "Weasley" hay Tóc đỏ "Red hair" hay "Weasel"(con chồn)
- Một lần Dobby gọi cậu là "Wheezy"
- Các thầy cô trong trường gọi cậu là "Mr.Weasley"
- Một lần cậu dùng bút Lông ngỗng Sửa lỗi Chính tả của Weasleys' Wizard Wheezes' để làm bài luận môn Phòng chống Nghệ thuật Hắc ám, cây bút hết tác dụng và tên của Ron bị sửa thành Roonil Wazlib.
- Chỉ có Hermione gọi cậu là "Ronald".